# Шанлыурфа (ил)
Шанлыурфа (тур. Şanlıurfa) — ил на востоке Турции. Административный центр — город Шанлыурфа.
В 1983 году к названиям провинции и района (города) Урфа, была добавлена приставка Шанлы- (славный), в честь заслуг города в освободительной войне против французских оккупантов.

## География
Ил Шанлыурфа граничит с илом Мардин на востоке, Диярбакыр на северо-востоке, Газиантеп на западе и на севере с Адыяман, с Сирией на юге.

## История
6 февраля 2023 года стала одним из эпицентров мощного землетрясения.

## Административное деление

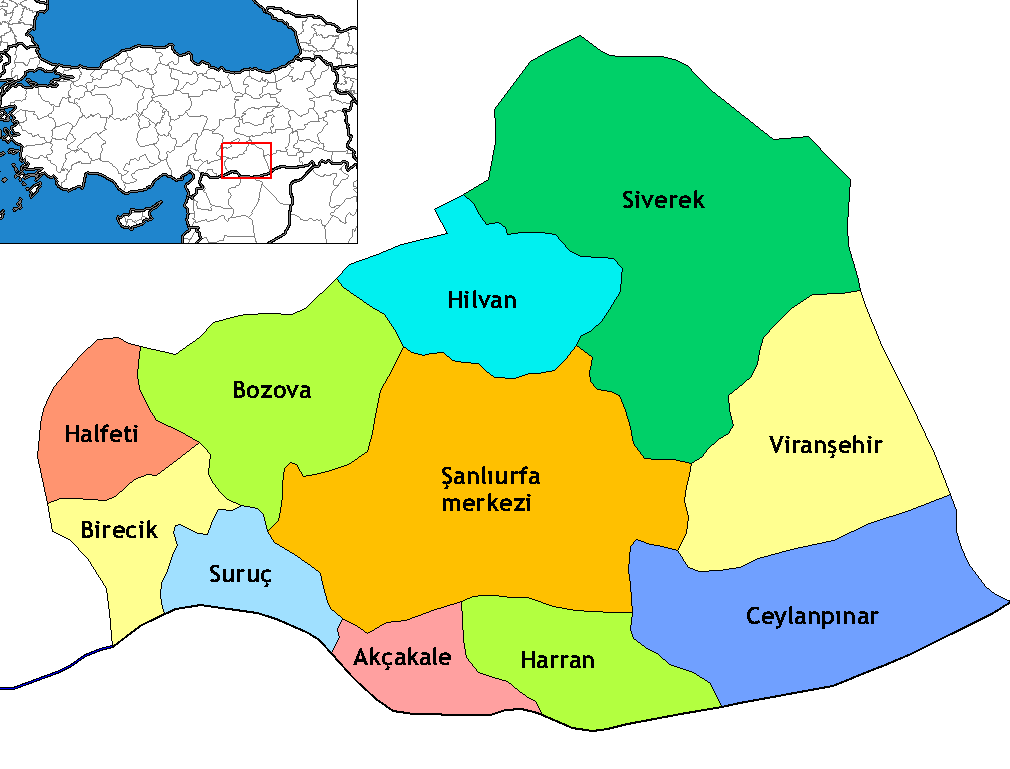

Ил разделён на 11 районов:
1. Акчакале (Akçakale)
2. Биреджик (Birecik)
3. Бозова (Bozova)
4. Джейланпынар (Ceylanpınar)
5. Халфети (Halfeti)
6. Харран (Harran)
7. Хильван (Hilvan)
8. Шанлыурфа (Şanlıurfa)
9. Сиверек (Siverek)
10. Суруч (Suruç)
11. Вираншехир (Viranşehir)

## Достопримечательности
Провинция Шанлыурфа занимает важное место среди туристических центров, своей природой, архитектурными и историческими сооружениями.
Административный центр провинции, Шанлыурфа, является одним из важнейших исторических и культурных городов Анатолии. Это место — одно из древнейших человеческих поселений, ему более 9000 лет назад. В исторических источниках его называют также «Эдесса». 

### Долина Харран и античный город
Античный город Харран расположен в 44 км к юго-востоку от города Шанлыурфа. Историк Ибн Шеддад в XIII веке писал, что пророк Авраам прожил в этом городе несколько лет до того как перейти в Палестину. В связи с этим этот город считается городом пророка Авраама.
Город Харран также считался священным городом сабеизма.
Здесь же расположены дамбы имени Ататюрка.

### Стоянка Гёбекли-Тепе
Немецкий журнал «Der Spiegel» в 2006 году опубликовал статью, в которой говорится, что руины Эдемского сада, из которого были изгнаны Адам и Ева, находятся в юго-восточной турецкой провинции Шанлыурфа на холме Гёбекли-Тепе.
В Гёбекли-Тепе обнаружены следы надписи[уточнить], сделанной 11 000 лет назад. Вероятно, первые люди охотились на территории Турции, Сирии, Ирака и Ирана, а затем осели в Гёбекли-Тепе и начали возделывать здесь землю. Это подтверждают и найденные прежде останки храмов.

### Озеро Балык
Шанлыурфу (Урфу) называют городом пяти пророков, в античные времена она была известна как Эдесса, а согласно турецким мусульманским традициям Урфа — это и есть библейский Ур.
Считается, что именно здесь родился пророк Авраам (у мусульман — пророк Ибрагим), и именно поэтому в Урфу стекается огромное количество паломников со всего мусульманского мира.
По преданию, Авраам родился во времена жестокого правителя Нимрода, приказавшего убить всех детей, родившихся в тот год. Мать родила его в пещере, и он прятался там до десяти лет. Затем Авраам покинул пещеру и пришел в дом своего отца; после этого он начал бороться против Нимрода и идолов в местном храме. Когда Авраам начал разламывать идолов на куски, Нимрод велел схватить его и привести в свой замок на холме и сбросить вниз в костер. Однако по приказу Бога «О, огонь, стань для Авраама прохладным и дружественным!» огонь превратился в воду, а раскаленные угли — в рыб.
Карпы, обитающие в озере, считаются святыми, а рыбная ловля здесь запрещена. Тут же находится мечеть святого Авраама и пещера, где он родился.

### Крепость Шанлыурфа
К югу от озера Балык расположена крепость Шанлыурфа на южном склоне горы Дамладжык Халил. Восточная, западная и южная часть города окружены глубоким защитным крепостным рвом, пробитым в скале. В северной части замка расположены крутые скалы.
В рамках проекта археологических раскопок в местечке Халеплибахче в окрестностях Шанлыурфы были найдены мозаики с изображениями предводительниц амазонок, улыбающейся девы, рябчиков, львов, изображений природы.
- Большая мечеть Урфа;
- мечети: Халилюр Рахман Султан Хазан падишах (Токдемир), Бейлербеи, Кадыоглу и Ризвание, Акджами (мечеть Ниметуллаха);
- постоялый двор Мевлахане;
- караван-сарай Гюмрюк Ханы;
- пещеры Кыркмагаралар;
- места для отдыха в лесу Гёльпынар, Суматар;
- Городской музей Шанлыурфы.
- развалины эллинского города Зойгма

## Знаменитые уроженцы
- Алексий, человек Божий (конец IV — начало V века) — христианский святой, аскет
- Вардесан (154—225) — гностик
- Оджалан, Абдулла (1949) — лидер Рабочей партии Курдистана
- Пайдаш, Джелаль (1940—1988) — политик Республиканской народной партии
- Фома Канский
- Наби, Юсуф (1642—1712) — турецкий поэт

## Образование
- Университет Харран